# Сыртланов, Муллаяр Исламгареевич
Муллаяр Исламгареевич Сыртла́нов (1923, д. Сыртланово, Башкирская АССР — 15 января 1944 года) — командир отделения 569-го стрелкового полка (161-я стрелковая дивизия, 40-я армия, Воронежский фронт), старший сержант, Герой Советского Союза.
Дата его рождения и смерти остаются неизвестными.

## Биография
Муллаяр Исламгареевич Сыртланов — башкир, из башкирского дворянского рода Сыртлановых. Родился в 1923 году в деревне Сыртланово Белебеевского кантона Башкирской АССР (ныне Буздякского района Башкирии) в семье Исламгарея и Фатихи Сыртлановых. Всего в семье было шестеро детей: три сына и три дочери.
Семья в 1937 году вместе с другими переселенцами переезжает в деревню Шариповка (Благовещенский район), где у озерца они ставят сначала небольшой дом, а затем, ближе к центральной улице, более просторный. Дети переселенцев по бездорожью ходили в Турбаслинскую школу. Муллаяр окончил 7 классов школы и начал работать в колхозе. Приехавший из города представитель завербовал юношу Муллаяра и ещё троих сельских ребят на работу в шахте в городе Караганде. Муллаяр стал забойщиком и здесь его встретила война.
Старший брат Мавлияр в это время служил на Военно-морском флоте, вскоре забрали на фронт и отца. По воспоминаниям сестры Афины Исламгареевны, «Муллаяр поспешил домой, в родную деревню, откуда в 1943 году и он был призван в Красную Армию. К этому времени в их дом уже пришли две похоронки, сначала на отца, потом на брата».
По другим данным — призван в Красную Армию Карагандинским городским военкоматом 8 марта 1942 года, с 1943 года — на фронте.
Старший сержант М. И. Сыртланов особо отличился при форсировании реки Днепр и захвате плацдарма на его правом берегу в районе села Зарубинцы.
Из родного села пришло письмо: «Получили мы радостное извещение о том, что нашему бывшему колхознику присвоено звание Героя Советского Союза. Письмо о славном подвиге и высокой награде воодушевило нас на образцовую работу по подготовке к весеннему севу. На колхозном собрании члены артели обязались успешно произвести очистку семян и ремонт сельскохозяйственного инвентаря, досрочно выполнить квартальные планы по доставке сельхозпродуктов в фонд обороны. Семья нашего фронтовика ни в чем не нуждается, мы постоянно оказываем ей помощь в продуктах питания и подвозке топлива».
С 26 ноября 1943 года Муллаяр Сыртланов официально считается пропавшим без вести. В вышедшем в Башкортостане в 2000 году справочнике о Героях «Подвиги их — бессмертны» указан год гибели — 1944-й, а на сайте «Герои страны» указано ещё точнее — 15 января 1944 года. В статье «Знаете, каким он парнем был!» Любовь Белова приводит новые данные: в январе 1944 года в боях за освобождение населенного пункта Комсомольское (Украина) расчет Муллаяра Сыртланова, состоящий из трех человек, пропал без вести. Домой матери пришло извещение: «Ваш сын Муллаяр Сыртланов, находясь на фронте, пропал без вести в январе 1944 года».
О последней встрече с пулеметчиком Сыртлановым рассказал Герой Советского Союза подполковник в отставке Алексей Павлович Поддубный:
«Через час, как я разрешил расчету Сыртланова обсушиться и погреться, гитлеровцы обрушили на окраину села ливень зажигательных снарядов и мин. Часть построек мгновенно вспыхнула и сгорела дотла. Вероятно, в одной из них был наш отважный пулеметчик».
Муллаяр Исламгареевич пропал без вести в период с ноября 1943 года по январь 1944 года (наиболее вероятно в ноябре 1943 года в период Киевской оборонительной операции). Отец Муллаяра Исламгареевича, Исламгарей Сыртланов, также пропал без вести на фронте в июле 1942 года.

## Подвиг
«Старший сержант, командир отделения 569-го стрелкового полка 161-й стрелковой дивизии 40-й армии Воронежского фронта, комсомолец Муллаяр Сыртланов в числе первых 23 сентября 1943 года переправился через реку Днепр в районе села Зарубинцы Монастырищинского района Черкасской области Украины. В течение суток отважный воин вместе с отделением отражал атаки гитлеровцев, которые обрушили на смельчаков огненный шквал, и удержал плацдарм до подхода подкрепления, нанеся противнику значительный урон в живой силе и технике».
Старший сержант Муллаяр Сыртланов уничтожил 8 танков и 16 солдат в одном бою (октябрь 1943).
Указом Президиума Верховного Совета СССР от 23 октября 1943 года за образцовое выполнение заданий командования и проявленные мужество и героизм в боях с немецко-фашистскими захватчиками старшему сержанту Сыртланову Муллаяру Исламгареевичу присвоено звание Героя Советского Союза с вручением ордена Ленина и медали «Золотая Звезда».

## Награды
- Медаль «Золотая Звезда» Героя Советского Союза (23.10.1943)[4];
- орден Ленина (23.10.1943);
- орден Отечественной войны II степени (24.10.1943)[5];
- медаль «За отвагу» (28.08.1943)[6].

## Память
- В Старо-Турбаслинской средней школе (ныне — Орджоникидзевского района города Уфы) установлен бюст Герою. Его имя носит одна из улиц села.
- В городе Благовещенске установлен бюст М. И. Сыртланова, в районном краеведческом музее имеется стенд, посвящённый М. И. Сыртланову.
- главная улица деревни Шариповка носит его фамилию.